# フェラーリ・156/85
フェラーリ・156/85 (Ferrari 156/85) は、スクーデリア・フェラーリが1985年のF1世界選手権で使用するため開発したフォーミュラ1カー。ハーベイ・ポスルスウェイトが設計した。

## 156/85
156/85は、1.5リッターV6ターボエンジン搭載の1985年のマシン、から取られた。

### 開発
126C4の後継モデルとして登場した156/85は、完全に新設計の車体であった。
メス型曲面成形のカーボンモノコック製造技術は、他チームと比してこの時点でフェラーリが最も進化していた。メス型成形は高いカーボン加工技術が必要だが、型から抜いたモノコック表面が非常に滑らかに仕上がるためそのまま外皮として使用可能であった。モノコックタブは上下に分割成型され、下側のタブはノーズ先端まで伸びていた。
フロントサスペンションはプルロッド式を採用、エンジンの吸排気系の見直しの結果、ラジエーターやインタークーラーの配置も改善された。フラットボトム規定に関わらない、後輪車軸より後方には斜めにせり上がる巨大なディフューザーを配置した。これはロータスに次いでの採用で、車体後部で大きなグランドエフェクト獲得を狙った。
エンジンは前年までのV6ターボの改良版であったが、吸排気には大きな変更が加えられていた。前年までのエンジンはVバンク外側より吸気し、内側に排気されていた。このレイアウトには、120度の広角なVバンク内側に2基のターボチャージャーを配置することで排気バルブからターボまでの管長を短くする効果があったが、156/85用のエンジンではこのレイアウトが逆転され、Vバンク外側に排気管とターボ、内側にインテークチャンバーが配置された。この変更により車体後部の高さを抑えることができたほか、過給圧の増大によるターボの過熱とVバンクの内側に2個のターボが押し込められたことによる冷却不足を抑えることもできた。

### 1985年シーズン
第3戦サンマリノGP直前にはフィオラノで4基のターボを搭載したエンジンのテストも行われたが、実戦には投入されなかった。
第9戦ドイツGPでアルボレートがシーズン2勝目を挙げ、ランキングトップに立ちアラン・プロスト(マクラーレン)とチャンピオン争いを展開。しかしそれまで完走した全てのレースで表彰台と安定していたアルボレートの成績が以後は乱れ、最終戦まで5戦連続ノーポイントに終わった(リタイア4回)。この156/85の失速原因について7年後にアルボレート自身が説明しており、156/85と、プロストの乗るMP4/2BともにドイツのKKK社（Kühnle Kopp und Kausch）製のターボチャージャーシステムを使用していたが、マクラーレンのパートナーであるポルシェが同国のKKKに「フェラーリに加担しないで」と圧力をかけているという情報を知ったエンツォ・フェラーリが激怒し、KKK製ターボの使用を即時に中止し、ターボシステム一式をアメリカのギャレット(Garrett Motion)社製のものに変更することになった。このためエンジンには大きな仕様変更が必要となり、ターボシステムとのマッチングには多数の障害が発生した。その解決には当然時間が必要でシーズン終了まで解消されることはなかった。獲れると思えたチャンピオンの座はこうしてわたしの前から消えてしまった、と述べている。
第8戦イギリスGPのプラクティスから156/85「Bスペック」が走り始め、第12戦イタリアGPからレースでも使用されたが競争力はかえって低下していた。
ドライバーのステファン・ヨハンソンは1986年の取材で、「156/85は空力面に問題があった。最大の問題点は前後左右の挙動変化、車高などに対して神経質で、敏感過ぎるマシンだったので路面がバンピーな高速コーナーは苦労した。マラネッロのフィオラノには高速コーナーと呼べるコーナーが無いからその部分の改良が難しいんだ。一度ちょっとしたギャップに乗るとそのコーナーを抜けるまでずっと影響を受けるような状態になっていた」と述べ、156/85には高速コースより低速コースの方が戦闘力があったとしている。
156/85はシャーシナンバー079から087までの9台製造された。

## スペック

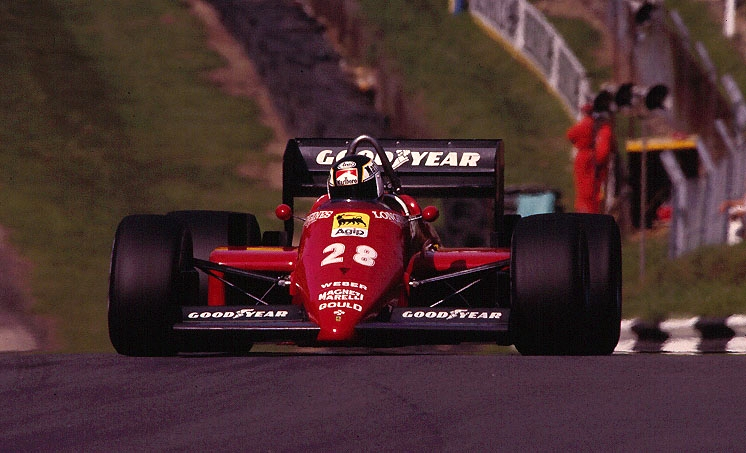
イギリスGPにてステファン・ヨハンソンがドライブする156/85

### シャーシ
- シャーシ名 156/85
- ホイールベース 2,762 mm
- 前トレッド 1,781.7 mm
- 後トレッド 1,663 mm
- ブレーキキャリパー　ブレンボ
- ブレーキディスク・パッド　ブレンボ
- ホイール スピードライン
- タイヤ グッドイヤー
- ギヤボックス 5速横置マニュアル

### エンジン
- エンジン名 Tipo031
- 気筒数・角度  V型6気筒ツインターボ・120度
- 排気量  1,496.4cc
- 最大馬力 950（予選）,780（決勝）馬力
- シリンダーブロック アルミニウム製
- スパークプラグ チャンピオン
- 燃料・潤滑油 Agip

## 成績
| 年   | No. | ドライバー   | 1   | 2   | 3   | 4   | 5   | 6   | 7   | 8   | 9   | 10  | 11  | 12  | 13  | 14  | 15  | 16  | ポイント | ランキング |
| 年   | No. | ドライバー   | BRA | POR | SMR | MON | CAN | USA | FRA | GBR | GER | AUT | NLD | ITA | BEL | EUR | ZAF | AUS | ポイント | ランキング |
| ---- | --- | ------------ | --- | --- | --- | --- | --- | --- | --- | --- | --- | --- | --- | --- | --- | --- | --- | --- | -------- | ---------- |
| 1985 | 27  | アルボレート | 2   | 2   | Ret | 2   | 1   | 3   | Ret | 2   | 1   | 3   | 4   | 13  | Ret | Ret | Ret | Ret | 82       | 2位        |
| 1985 | 28  | アルヌー     | 4   |     |     |     |     |     |     |     |     |     |     |     |     |     |     |     | 82       | 2位        |
| 1985 | 28  | ヨハンソン   |     | 8   | 6   | Ret | 2   | 2   | 4   | Ret | 9   | 4   | Ret | 5   | Ret | Ret | 4   | 5   | 82       | 2位        |

- 太字はポールポジション、斜字はファステストラップ。(key)